# Catocala syriaca
Catocala syriaca är en fjärilsart som beskrevs av Schultz 1909. Catocala syriaca ingår i släktet Catocala och familjen nattflyn. Inga underarter finns listade i Catalogue of Life.